# Rue de la Baignerie
La rue de la  Baignerie est une rue de Lille, dans le Nord, en France. 

## Situation et accès
La rue de la "Baignerie ", qui est l'une des plus anciennes voies du quartier du Vieux-Lille, est une rue qui relie la Place Maurice-Schumann au Square Dutilleul. La rue reçoit la rue de la Halloterie, et la rue de l'Arc. La rue de la "Baignerie ", figure parmi les îlots regroupés pour l'information statistique de Lille, tels que l'Insee les a établis en 1999.

## Origine du nom
La rue tient son nom de l'ancien   canal de la Baignerie à proximité recouvert en 1912.

## Bâtiments remarquables et lieux de mémoire
Deux maisons font partie des monuments historiques de Lille.
- 38 rue de la Baignerie Notice no PA00125626, sur la plateforme ouverte du patrimoine, base Mérimée, ministère français de la Culture
- 4 rue de la Baignerie Notice no PA00125625, sur la plateforme ouverte du patrimoine, base Mérimée, ministère français de la Culture